# Petrova Lehota
Petrova Lehota (maďarsky Péterszabadja, před rokem 1899 Petri-Lehota) je obec na Slovensku v okrese Trenčín. Žije v ní 192 obyvatel. První písemná zmínka o vesnici pochází z roku 1346. V obci stojí římskokatolický kostel svatého Michala Archanděla z 13. století. Do správního území obce zasahuje část přírodní památky Potok Machnáč.